# Großer Pferdsberg
Der Große Pferdsberg ist ein heute teilweise bewaldeter Berg und ist die höchste Erhebung im Gebiet von Creuzburg im Wartburgkreis. Er zählt zum Naturpark Eichsfeld-Hainich-Werratal.  Das Bergplateau besitzt eine Gipfelhöhe von 406,1 m ü. NHN und war im Mittelalter großflächig gerodet, Ackerterrassen sind noch im Gelände erkennbar.
Zum Höhenzug gehört auch die bewaldete Nebenkuppe
- Kleiner Pferdsberg (⊙ 375,3 m ü. NHN)[1]

An der Südwestspitze des Berges befindet sich eine offene Weidefläche mit Panoramablick zum Werratal, dem nordwestlichen Thüringer Wald mit der Wartburg und der Werratalbrücke bei Hörschel.
Am Großen Pferdsberg verläuft die mittelalterliche Landwehr „Lampertsgraben“. Sie sperrte die Wege in das Schnellmannshäuser Tal, nach Treffurt und Scherbda. Auf der vorgelagerten Spindelskoppe und am benachbarten Stadtberg sind zwei Wachstellen dieser Befestigungsanlage mit Sichtkontakt zur Burg Creuzburg und zur Burg Normannstein bekannt.
Über den Großen Pferdsberg führt der Werraburgensteig als Wanderweg zur Nachbarstadt Treffurt, zum Heldrastein und in den Unstrut-Hainich-Kreis.